# Pierre Aristide Faron
Pour les articles homonymes, voir Faron.
 Pierre Aristide Faron (1822-1893) est un administrateur colonial et un officier de marine français.

## Biographie
Pierre Aristide Faron est le fils de Jacques Philippe Louis Faron, instituteur, et d'Anne Marie Maqué. Il a un frère, Joseph, qui fait une carrière militaire et deviendra Inspecteur général permanent des troupes de l’Infanterie de Marine.
Il commence sa carrière administrative comme secrétaire de Du Val d'Ailly avant que celui-ci soit gouverneur de La Réunion, puis de Mackau, commissaire général de la Marine. Sa carrière par la suite se déroule en Martinique où il épouse Eugénie Augustine Potteville, en 1844, puis en Algérie et en Asie. 
De retour en France, il est promu chef de service de la Marine au Havre. Il est nommé commandeur de la Légion d'Honneur le 13 août 1864. 
En novembre 1871, il est nommé gouverneur de l'Inde française. 
Le 27 août 1875, par décret, il est nommé gouverneur de La Réunion. À peine arrivé, le 25 novembre, un énorme glissement de terrain tue 65 personnes : le Gros Morne s'est abattu sur l'îlet du Grand Sable. Cette catastrophe est suivie par une série de cyclones d'une rare violence. Le 17 juin 1876 démarre une enquête diligentée par Paris et Londres : dans l'île, le traitement des travailleurs indiens engagés à des tâches subalternes et temporaires serait inacceptable et sujet à des maltraitances. Le rapport est rendu le 11 novembre 1877 après de l'administration coloniale française. Faron est en mauvaise posture. Le « scandale des pratiques de l'engagisme » éclate et touche 40 000 indiens sur l'île, et parmi eux, on compte un nombre important de suicidés. Le 14 janvier 1878, l'île est de nouveau dévastée par un cyclone. Déjà accablé par deux catastrophes, mis en cause par son gouvernement central pour la mauvaise tenue de son administration, accusé par les propriétaires fonciers d'être incapable de défendre les intérêts de la colonie, le gouverneur Faron demande d'être relevé de ses fonctions et quitte La Réunion le 28 avril 1879. Le 25 janvier 1879, Pierre Étienne Cuinier le remplace. 
Il meurt le 29 octobre 1889 à Nantes.

## Distinctions
- Commandeur de la Légion d'honneur (13 aout 1864)[4]